# Ferdinand von Helldorff
Ferdinand Heinrich von Helldorff (* 2. November 1835 in Bedra; † 10. Februar 1893 in Buchwäldchen) war ein deutscher Landrat in Preußen.

## Leben

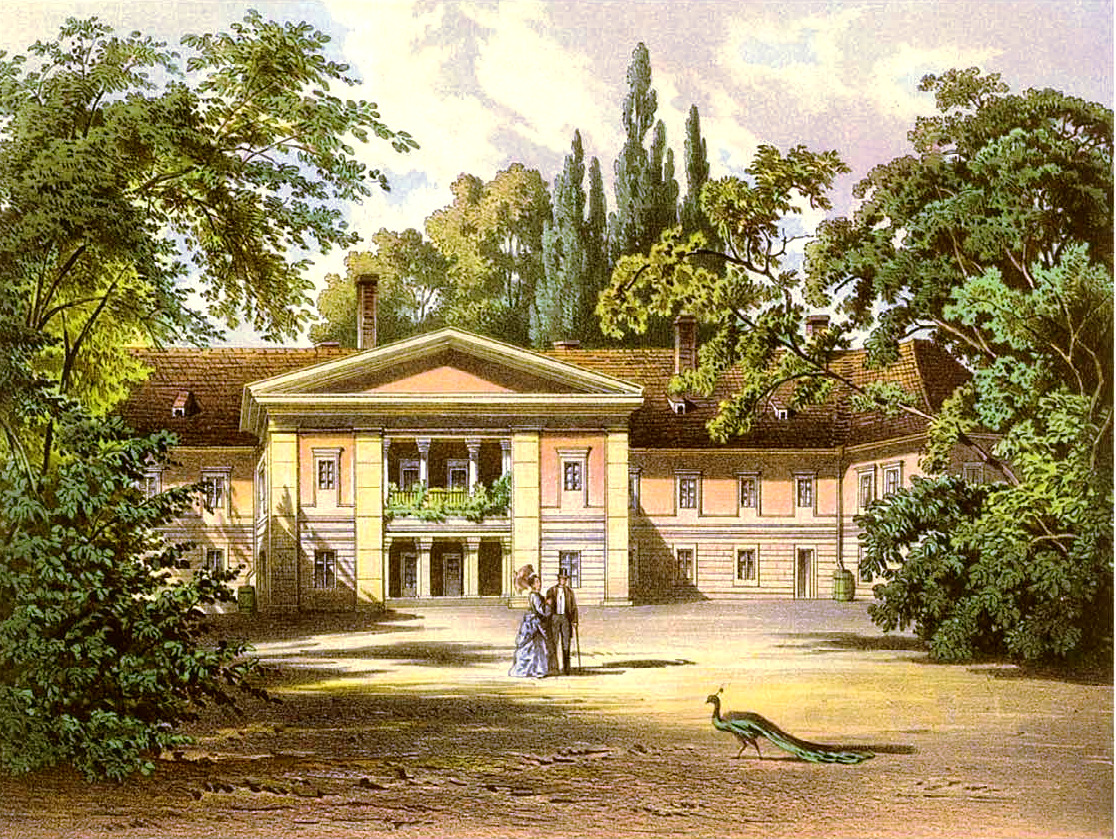
Schloss Bedra um 1860, Sammlung Alexander Duncker

Er war Sohn von Heinrich Ferdinand von Helldorff, Herr auf Bedra, Baumersroda und Petzkendorf. Er studierte an der Rheinischen Friedrich-Wilhelms-Universität Rechtswissenschaft und wurde 1856 im Corps Hansea Bonn recipiert. Nach den Examen und dem Vorbereitungsdienst trat er in die innere Verwaltung des Königreichs Preußen. Er wurde 1871 kommissarisch und 1872 endgültig zum Landrat im Kreis Ottweiler ernannt. Anschließend ließ er sich in Wiesbaden nieder. Später wurde er Kreisdirektor im Kreis Diedenhofen, Reichsland Elsaß-Lothringen.
1882 übernahm er das Gut Buchwäldchen im Kreis Calau. Verheiratet war er seit dem 28. April 1873 mit Anna Katharine Marie geb. Dreger (* 8. August 1844). Das Paar hatte drei Kinder:
- Gertrude Julie Marie (* 6. April 1876)
- Armgard Henriette (* 14. Oktober 1877)
- Sittig Heinrich Ferdinand (* 28. August 1879)